# Verborgen camera
Een verborgen camera is een verborgen film-, video- of fotocamera om personen te observeren zonder dat de gefilmde of gefotografeerde persoon het merkt, of om toestanden in beeld te brengen die eigenlijk niet gezien mochten worden.
Een verborgen camera moet worden onderscheiden van een bewakingscamera, die als regel openlijk wordt toegepast.
Een verborgen camera kan worden gebruikt voor:
- het maken van televisieprogramma's
- het doen van opsporingsonderzoek
- het doen van wetenschappelijk psychologisch onderzoek op het gebied van het gedrag
- spionage
- het stiekem maken van foto's van beroemdheden
- voyeurisme
- het beschermen van de juridische positie door middel van het vastleggen van bewijs

## Televisieprogramma's
Verborgen camera's worden op verschillende manieren toegepast voor het maken van televisieprogramma's. Er kan onderscheid worden gemaakt tussen:

### Komische programma's
Een manier om de verborgen camera toe te passen is voor komische programma's waarin nietsvermoedende personen voor schut worden gezet of in een komische situatie gebracht (zie Candid camera). Voorbeelden zijn Poets en Bananasplit.

### Informatieve programma's
In informatieve programma's kan de verborgen camera gebruikt worden om meer over het gedrag van mensen te laten zien. Het meeste wordt dit toegepast in programma's over verkeersgedrag, zoals Blik op de weg.
De verborgen camera wordt ook gebruikt in programma's over psychologie, waarin men laat zien hoe personen op een bepaalde situatie reageren.

### Onthullende journalistiek
Een andere toepassing van verborgen camera's zijn programma's waarin men misstanden of andere geheimen wil onthullen. Hierbij is te denken aan programma's over:
- sociale misstanden in bedrijven, zoals overtreding van veiligheids- en milieuregels, kinderarbeid,
- corruptie
- oplichtingspraktijken

Volgens de Nederlandse Raad voor de Journalistiek behoren journalisten te opereren met "open vizier". Dat houdt in dat de verborgen-cameratechniek slechts bij zeer bijzondere omstandigheden toegepast mag worden, bijvoorbeeld als het de enige manier is om een misstand aan de kaak te stellen(bijvoorbeeld als er niet met een gewone camera mag worden gefilmd). Voorbeelden van onthullende programma's die regelmatig van verborgen camera's gebruikmaken zijn Undercover in Nederland, Oplichters in het buitenland en de programma's van Peter R. de Vries.

### Gemengde toepassingen
Deze manieren kunnen weleens overlappen. Een informatief programma kan ook komisch zijn. Sommige programma's die gepresenteerd worden als journalistiek, spelen in op de sensatielust van de kijker en zijn feitelijk meer gericht op vermaak.

## Opsporingsonderzoeken

### Politiewerk
Een geheime camera kan door de opsporingsinstanties worden gebruikt om strafbare feiten op te sporen. In juridische termen heet dit "het aanwenden van een technisch hulpmiddel" ten behoeve van stelselmatige observatie.
Dit wordt gerekend tot de bijzondere opsporingsmethoden. Zowel in België als in Nederland zijn er in de laatste jaren nieuwe wetten aangenomen om de toepassing van deze methode te regelen. De politie mag deze methodes niet toepassen zonder speciale toestemming.
Die speciale toestemming is niet nodig voor het gebruiken van beelden van bewakingscamera's, omdat die openlijk werken.

## Gebruik door particulieren
Geheime camera's zijn voor vrij geringe bedragen algemeen verkrijgbaar, ook voor particulieren. Ze kunnen worden gebruikt door bedrijven die hun werknemers heimelijk willen controleren, bijvoorbeeld om werknemers op diefstal te betrappen of zelfs om na te gaan of ze niet te lang pauzeren. Privédetectives kunnen geheime camera's gebruiken ten behoeve van cliënten die privé-informatie over anderen willen hebben. Soms worden geheime camera's gebruikt om zaken als kindermishandeling, pesten en seksuele intimidatie vast te leggen. Het gedrag en eventuele mondelinge beloftes van contractuele wederpartijen kan worden vastgelegd teneinde dit later bij eventuele geschillen te kunnen gebruiken. Het staat op deze manier immers niet op papier maar wel op de camera, en in het overeenkomstenrecht van (met name civil law) staten kunnen mondelinge uitlatingen en gedrag ook meewegen in de interpretatie van een overeenkomst. Sommige particulieren installeren zogenaamde dashboardcamera's (´dashcams´) op hun auto, zodat een eventuele aanrijding opgenomen kan worden en dit als bewijsmateriaal kan dienen in een eventuele rechtszaak. Ook worden wel eens geheime camera´s in de eigen woning geplaatst (´nanny cams´) om werksters en babysitters te controleren en eventuele inbraken vast te kunnen leggen.
Deze praktijken kunnen strijdig zijn met de (privacy)wetgeving. In Nederland is (heimelijk) filmen op niet-publieke locaties zonder meer verboden, ook in de eigen woning. Tevens is het mogelijk dat het opgenomen materiaal als onrechtmatig verkregen bewijs zal gelden en door de rechter terzijde wordt geschoven. Bovendien kan makkelijk misbruik worden gemaakt van verborgen camera's. Men kan hierbij denken aan chantage of smaad door middel van met een verborgen camera opgenomen materiaal. Ook worden verborgen camera's soms misbruikt voor het maken van voyeuristische amateurpornografie, door een camera bijvoorbeeld in een toilet of badkamer te installeren en zo heimelijk naaktopnames te kunnen maken. Zodoende wordt iemand tegen zijn of haar wil tot seksobject gemaakt; bovendien vindt een deel van dit materiaal zijn weg naar het internet. Dit soort praktijken is zonder meer strafbaar. De politie beschikt daarom over apparatuur om illegaal gebruikte verborgen camera's op te sporen zodat ze meteen verwijderd kunnen worden. Ook laptops met beelden van mogelijk verborgen camera's worden door de politie in beslag genomen en bekeken om gebruik van dergelijke camera's op te sporen en deze te verwijderen.
Daarbij komen particulieren ook nogals eens bedrogen wanneer ze opnames als bewijs willen gebruiken omdat de dader niet herkenbaar is doordat de kwaliteit van het materiaal onvoldoende is of omdat de hoeken waaronder de opnames zijn gemaakt de dader niet voldoende in beeld brengen. Wel wordt materiaal van dashcams, mits van voldoende kwaliteit, soms als bewijsmateriaal gebruik in aanrijdingszaken.

## Strafbaarheid

### Nederland
De artikelen 139f en 139g van het Nederlandse Wetboek van Strafrecht verbieden het stiekem fotograferen of filmen van personen die zich in een woning of op een andere niet voor het publiek toegankelijke plaats bevinden alsmede het bezitten of openbaar maken van dergelijke opnames. Deze handelingen vallen onder de misdrijven.
Artikel 441b verbiedt het heimelijk filmen of fotograferen van een persoon die zich op een voor het publiek toegankelijke plaats bevindt, indien dat gebeurt met een daartoe aangebracht technisch hulpmiddel, zoals een verstopte bewakingscamera. Op openbare plaatsen mag men dus in principe wel heimelijk filmen met een losse camera, maar in woningen en privéruimtes mag ook dat niet. Dashcams vallen onder filmen op de openbare weg, maar nanny cams bevinden zich in de eigen woning en zijn dus niet toegestaan. In enkele gemeentelijke verordeningen, waaronder die van Rotterdam, is het heimelijk filmen in de openbare ruimte strafbaar gesteld.
Bij de per 1 januari 2004 in werking getreden Wet heimelijk cameratoezicht is de werking van deze artikelen nog uitgebreid.
Op deze verboden zijn uitzonderingen mogelijk. Naast de toepassing door opsporingsdiensten onder de daarvoor geldende regels, kan ook de toepassing van verborgen camera's door journalisten in zeer bijzondere gevallen toelaatbaar zijn.

## Wetenschappelijk onderzoek
Het voordeel van het gebruik van een verborgen camera bij gedragsonderzoek is, dat de onderzochte persoon niet beïnvloed wordt door de waarnemer. Hiermee kan bijvoorbeeld worden onderzocht onder welke omstandigheden een proefpersoon bereid is zich op een oneerlijke manier te bevoordelen. Aan het toepassen van een verborgen camera kleven wel ethische bezwaren, omdat volgens gangbare ethische normen de onderzoeker toestemming van de proefpersoon behoort te hebben, voordat deze aan een onderzoek mag worden onderworpen.

## Beroemdheden
Roddelbladen betalen gigantische bedragen voor opmerkelijke foto's van beroemdheden. Zo zijn er van Prinses Diana foto's gepubliceerd, die waren gemaakt met een geheime camera in de sportclub waar ze aan fitness deed.